# Carl Johans Gade
Carl Johans Gade er en gade beliggende på Østerbro i København. Gaden strækker sig mellem Ribegade og Østerbrogade.

## Baggrund og navngivning
Gaden er opkaldt efter den svenske konge Carl 14. Johan (1763–1844). Han var tidligere fransk general og blev senere konge af Sverige og Norge. Carl Johans Gade blev anlagt omkring 1907.
Navnevalget kan også have en lokal dimension. Entreprenøren Johan Frederik Adolphsen (1859–1917), som stod bag opførelsen af flere ejendomme i gaden, kan have ladet sit eget fornavn og efternavn inspirere navngivningen. Det samme menes at være tilfældet for nabogaden Gustav Adolfs Gade, hvor han ligeledes opførte en række bygninger.

## Bebyggelse
Carl Johans Gade er domineret af beboelsesejendomme opført i årene omkring 1910. En af de mest markante er ejendommen Carl Johans Gade 8–14, tegnet af arkitekten Hans Dahlerup Bertelsen (1881–1939). Bygningen i nr. 14, opført i 1913 for snedkermester Valdemar Grum-Schwensen, var Dahlerup Bertelsens første opførte projekt. I 1915 stod han også bag ejendommen i nr. 8–12, som ligger lige ved siden af.